# Cala Llevadó
La cala Llevadó, o cala d'es Llevador, és una petita platja natural del municipi de Tossa de Mar (Selva), situada al costat de llevant de la badia de Llorell, entre la cala d'en Carles i la punta de sa Boquera, a uns tres quilòmetres al sud del nucli urbà de Tossa. Rocallosa i rodejada de vegetació, està orientada al sud-oest, té una longitud de 35 m i una amplada de 8 m, formada per sorra gruixuda, grava i còdols.
S'hi accedeix a través de la urbanització i càmping Cala Llevadó. A la cala hi conclou un vial que comunica, a ran de mar, amb la cala d'en Carles, passant per la Llosa des Llevador, lloc freqüentat per pescadors amb canya. Davant de sa Boquera hi ha l'illot conegut com la Muladera Grossa, zona molt visitada pels centres de submarinisme, a causa de la riquesa dels seus fons marins i, en especial, d'una extensa praderia de posidònies.